# Lake Lorelei
Lake Lorelei – jednostka osadnicza w Stanach Zjednoczonych, w stanie Ohio, w hrabstwie Brown.